# Acila
Acila is een geslacht van tweekleppigen uit de  familie van de Nuculidae.

## Soorten
- Acila cobboldiae † (Sowerby, 1817)
- Acila castrensis (Hinds, 1843)
- Acila divaricata (Hinds, 1843)
- Acila fultoni (E. A. Smith, 1892)
- Acila granulata (E. A. Smith, 1906)
- Acila insignis (Gould, 1861)
- Acila jucunda (Thiele & Jaeckel, 1931)
- Acila minutoides Kuroda & Habe in Habe, 1958
- Acila mirabilis (Adams & Reeve, 1850)
- Acila vigilia Schenck, 1936